# أنقليس موزابيقي
أنقليس موزابيقي (الاسم العلمي: Anguilla mossambica) (بالإنجليزية: African longfin eel)‏ هو نوع من الأسماك يتبع جنس الأنقليس من الفصيلة الأنقليسية.